# Корнійчук Галина Павлівна
Галина Павлівна Корнійчук (нар. 7 лютого 1937, село Коларівка, тепер село Болгарка Приморського району Запорізької області) — українська радянська діячка, завідувач терапевтичного відділення Яремчанської міської лікарні. Депутат Верховної Ради УРСР 11-го скликання. Член Президії Верховної Ради УРСР 11-го скликання.

## Біографія
Освіта вища. Закінчила Івано-Франківський державний медичний інститут.
У 1962—1970 роках — лікар Яремчанської міської лікарні Івано-Франківської області.
З 1970 року — завідувач терапевтичного відділення Яремчанської міської лікарні Івано-Франківської області.
Потім — на пенсії в місті Яремче Івано-Франківської області.

## Нагороди
- ордени
- медалі
- заслужений лікар Української РСР (6.02.1987)